# Odessia maeotica
Odessia maeotica är en nässeldjursart som först beskrevs av Ostroumoff 1896.  Odessia maeotica ingår i släktet Odessia och familjen Moerisiidae. Inga underarter finns listade i Catalogue of Life.